# Runensteine von Sønder Vissing
Die beiden Runensteine von Sønder Vissing (Nr. DR 55, DR 56) stehen im Karnhaus der Kirche des gleichnamigen Ortes. Sønder Vissing liegt südwestlich von Aarhus, unweit von Skanderborg in Jütland (Dänemark).

## Stein I
Der Runenstein MJy 98 wurde 1836 im östlichen Bereich der Friedhofsmauer von Sønder Vissing entdeckt. Im Jahre 1838 wurde der Stein, der zu den historischen Runensteinen zählt ins Karnhaus versetzt. Die Inschrift besagt, dass eine Frau den Stein errichten ließ (was recht selten ist).
Die Transkription lautet: Tōfa lēt gørva kumbl, Mistivis dōttiR, øft mōður sīna, kona Hara[l]ds hins gōða, Gōrms sonaR, die Übersetzung: „Tove, die Tochter Mistives, ließ diese Denkmäler für ihre Mutter, Haralds des Guten, Gorms Sohns, Gemahlin, machen“.
Der Stein gehört damit zu den ältesten Quellen der Geschichte Dänemarks, da Harald, der hier der Gute genannt wird, wahrscheinlich König Harald Blauzahn (gest. 987) ist, der die Runensteine von Jelling errichten ließ. Bei Mistives handelt es sich vermutlich um den Abodritenfürsten Mistiwoj († 990/995), der Ostholstein beherrschte. Allerdings berichtet keine andere Quelle davon, dass Harald auch mit der Witwe des Mistiwoj verheiratet war und eine Stieftochter namens Tove hatte. Runologisch wird die Inschrift auf etwa 980 n. Chr. datiert.

## Stein II
Der andere Runenstein von Sønder Vissing wurde ebenfalls 1836 entdeckt. Er lag im Eingang des Friedhofes mit der Inschrift nach oben. Im Jahre 1838 wurde der Stein ins Karnhaus versetzt.
Seine auf die Zeit um 900–1020 datierte, stark abgenutzte Inschrift lautet: Tōki gærði kumbl þessi æft Āpa/Æbba, faður sinn, ūhēmskan hal zu Deutsch: „Toke machte diese Denkmäler für seinen Vater Abe (Ebbe), einen klugen Mann“. Das Wort ūhēmskan bedeutet eigentlich „unheimisch“, also ein Mann, der die Welt gesehen hat.  Ein Stein, der ebenfalls von einem Toke für einen Ebbe gesetzt wurde, ist der von Runenstein 1 von Gunderup (DR 143 / NJy 46). Ein Zusammenhang ist nicht zu erkennen, denn beide Namen sind häufig auf Runensteinen belegt.
Der Stein hat auf der einen Seite viele Schälchen, die belegen, dass er bereits in der Bronzezeit ein heiliger Stein war.
In Sønder Vissing befindet sich der Dolmen Hans Høj.